# Mars Global Surveyor
Mars Global Surveyor (kratica MGS) je ena izmed najuspešnejših ameriških sond za preučevanje Marsa. Izstreljena je bila novembra 1996, v Marsovo orbito pa je vstopila septembra 1997.
Sonda je posnela preko 300 tisoč slik visoke resolucije Marsovega površja, tudi take, ki so potrdile nekdanji obstoj tekoče vode. Sonda je bila opremljena s petimi od sedmih inštrumentov, ki jih je s seboj nosila sonda Mars Observer.
Znanstveniki so novembra 2006 izgubili stik z sondo, vendar so ga v začetku decembra znova vzpostavili. Decembra 2006 so bile predstavljene fotografije z usedlinami, domnevno nastalimi zaradi delovanja tekoče vode na Marsu. 